# Кэшмор, Артур
А́ртур Э. Кэ́шмор (англ. Arthur A. Cashmore; 30 октября 1893 — 7 апреля 1943) — английский футболист, нападающий.

## Биография
Уроженец Бирмингема, Артур начал футбольную карьеру в местных командах «Спаркхилл Эйвондейл», «Бромсгроув Роверс» и «Стаурбридж». В июне 1913 года перешёл в «Манчестер Юнайтед». Дебютировал за клуб 13 сентября 1913 года в матче против «Болтон Уондерерс» на стадионе «Олд Траффорд». Всего в сезоне 1913/14 провёл за «Юнайтед» 3 матча (все — в лиге).
В мае 1914 года был продан в «Олдем Атлетик» за 100 фунтов стерлингов. В сезоне 1914/15 Кэшмор провёл за команду 16 матчей и забил 8 мячей, а «Олдем Атлетик» завершил последний предвоенный сезон на 2-м месте, уступив ставшему чемпионом Англии «Эвертону» только 1 очко.
В военное время Кэшмор проходил службу в рядах Британской армии.
После возобновления официальных футбольных турниров в Англии Кэшмор перешёл в клуб Южной лиги «Кардифф Сити». В сезоне 1919/20 стал лучшим бомбардиром «Кардиффа», забив 14 мячей в 22 матчах лиги. В следующем сезоне валлийский клуб был приглашён в Футбольную лигу, вступив во Второй дивизион. Кэшмор сыграл в первом матче «Кардифф Сити» в Футбольной лиге, в котором его команда обыграла «Стокпорт Каунти» со счётом 5:2. Также Кэшмор стал первым игроком, забившим гол на «Ниниан Парк» в рамках Футбольной лиги (это произошло 4 сентября 1920 года, когда Кэшмор сделал «дубль» в ворота «Стокпорт Каунти» в ответном матче). Всего в сезоне 1920/21 забил 10 мячей в 26 матчах лиги и помог «Кардиффу» занять 2-е место, что гарантировало выход в Первый дивизион.
По ходу сезона 1921/22 Кэшмор перешёл в «Ноттс Каунти», за который провёл 14 матчей и забил 6 мячей во Втором дивизионе. В дальнейшем выступал за клубы «Дарластон», «Нанитон Таун» и «Шрусбери Таун».